# Clémont
Clémont är en kommun i departementet Cher i regionen Centre-Val de Loire i de centrala delarna av Frankrike. Kommunen ligger  i kantonen Argent-sur-Sauldre som tillhör arrondissementet Vierzon. År 2022 hade Clémont 709 invånare.

## Befolkningsutveckling
Antalet invånare i kommunen Clémont
Referens:INSEE